# Великий Будда
«Великий Будда» (фр. Le Grand Buddha) — картина французского художника Поля Гогена из собрания Пушкинского музея.
Изображены две обнажённые девушки, сидящие в просторном помещении перед высокой тёмной статуей. У их ног, в правом нижнем углу, лежит белая собака, кормящая трёх коричневых щенков. На среднем плане справа за статуей стоят две беседующие женщины; одна из них, в красном платье, держит на голове большое блюдо с едой. На дальнем плане левее статуи у стены виден большой накрытый стол с белой скатертью. За столом сидят несколько человеческих фигур, вокруг головы одной из них — свечение, напоминающее нимб. Справа сквозь дверной проём видны ночное небо с полумесяцем и горный склон. Слева внизу трудноразличимая подпись художника и дата: P. Gauguin 99.
Как следует из авторской подписи, картина была создана в 1899 году на Таити во время второй поездки Гогена в Полинезию. Составитель каталога-резоне творчества Гогена Ж. Вильденштейн указывает, что поскольку авторская подпись трудноразличима, то возможно, что она была неверно прочитана, и датой создания картины можно назвать и 1896, и 1898 год; однако при этом сам он помещает её в раздел картин 1899 года.
Готовая картина была отправлена Гогеном в Европу и хранилась в Париже у его друга Д. Монфрейда, который в августе 1903 года продал её Г. Файе (с тыльной стороны картины на подрамнике сохранилась этикетка с упоминанием его имени). 14 августа Монфрейд писал о предстоящей продаже картины Гогену «…затем еще одна, где две женщины сидят у ног черного идола, внизу, Тайная вечеря слева и справа дверь с ночным пейзажем…», однако письмо к нему вернулось нераспечатанным с пометкой, что получатель «скончался». В том же году Файе перепродал картину А. Воллару. Однако на Осеннем салоне 1906 года, где картина была впервые публично выставлена, она по-прежнему значилась в собственности Файе.
В 1908 году у Воллара картину за 20 000 франков приобрёл московский промышленник и коллекционер И. А. Морозов. После Октябрьской революции собрание Морозова было национализировано, и с 1923 года картина находилась в Государственном музее нового западного искусства. В 1948 году, после упразднения ГМНЗИ, картина была передана в Государственный музей изобразительных искусств имени А. С. Пушкина. Картина выставляется в бывшем флигеле усадьбы Голицыных на Волхонке, в Галерее искусства стран Европы и Америки XIX—XX веков, зал 17 (зал Гогена).
С момента поступления картины в галерею Воллара центральную статую называли Буддой и это даже закрепилось в названии картины. Однако это ошибочно: изображённая фигура не имеет ничего общего в другими изображениями Будды, зато имеет ярко выраженные женские черты. Статуя как бы держит у груди тесно сплетённые и сидящие лицом к лицу две небольшие фигурки божков. По мнению М. А. Бессоновой, таким образом на таитянских рельефах изображается эпизод маорийского мифа о том, как лунная богиня Хина беседует с богом Земли Тефатоу о судьбах человечества, обречённого на смерть. Ряд исследователей считает, что главная фигура идола изображает новозеландского тотема Пукаки — открытки с его изображением были широко распространены в Новой Зеландии и Гоген вполне мог их видеть в Окленде, где он в 1895 году вынужденно задержался в ожидании попутного судна на Таити. К. Г. Богемская пишет, что этот тотем является изваянием маорийского вождя и был выполнен в XVIII веке в виде рельефа из пятиметрового куска красного дерева, причём «лицо идола написано скорее как образ живого существа». Далее она приводит следующую трактовку образа: «в картины вливалось его ощущение жизни и смерти и того изображаемого им мира, где люди — „не просто живые  существа“, а идолы — не просто статуи». 
Изображение стола с сидящими за ним людьми Бессонова трактует как сцену Тайной вечери: фигура с сиянием вокруг головы воспринимается как Иисус Христос, а стоящая перед столом фигура в чёрном одеянии — Иуда Искариот. Также Бессонова отмечает, что «включение Тайной вечери в композицию картины обусловлено самостоятельными религиозно-философскими представлениями её автора» . Американский историк искусства У. В. Андерсен следующим образом трактовал сюжет картины:

[это] символ жертвенности. Тайная вечеря означает предательство и следующую за ним мученическую смерть Христа. Таитянки на переднем плане <…> предлагают себя, отдавая тем самым всё, что имеют; собака, кормящая щенят, также отдаёт всё, что имеет. Изображённый диалог Хины и Тефатоу символизирует смерть. <…> московская картина <…> является свидетельством приготовления самого Гогена к смерти. Картина воплощает слияние мировых религий и таитянского мифа о конце света.

Ряд мотивов и элементов картины заимствован Гогеном из своих более ранних работ. Так, например, левая фигура сидящей перед статуей обнажённой является главной сюжетообразующей доминантой картины 1892 года «А, ты ревнуешь?», также находящейся в Пушкинском музее, и является одной из фигур второго плана «Чудесного источника» из Эрмитажа (1894 год, в том числе и на эскизе 1892 года для этой картины из частной коллекции). Правая фигура повторена, с небольшими изменениями, с картины 1897 года «Грёзы», находящейся в собрании института искусства Курто. В собрании наследников Кати Гранофф в Париже имеется картина Гогена «Тайная вечеря» (холст, масло; 60 × 43,5 см), датируемая тем же 1899 годом. На этой картине практически буквально воспроизведена как сама сцена Тайной вечери с эрмитажной картины, так и дверная полукруглая арка.